# Педро Сампайю
Педро до Еспіріто Санто Сампайю (порт. Pedro do Espirito Santo Sampaio; нар. 21 грудня 1997, Ріо-де-Жанейро, Бразилія), більш відомий як Педро Сампайю — бразильський ді-джей, співак, композитор і музичний продюсер.

## Біографія
У віці 13 років він почав відкривати свій талант до ударних інструментів, граючи на відрі, а потім переконав батька купити йому тантан, репінік, тімбал та пандейро. Через рік його помітив Віктор Джуніор, коли він грав як діджей на вечірці у друга свого батька. Він почав більше присвячувати себе музиці, поки не досяг 17 років, коли остаточно приєднався до команди артистів Dennis DJ.
Він розпочав свою мистецьку кар'єру у 2017 році, публікуючи відео з реміксами пісень інших виконавців на YouTube, що зробило Педро помітним в інтернеті та допомогло йому проводити концерти, пісні яких він сам співав і продюсував. У грудні 2018 року він підписав контракт із звукозаписною компанією «Warner Music Brasil».
У 2019 році він випустив сингл «Sentadão» за участю співака Феліпе Оригіналу та продюсером JS o Mão de Ouro, який швидко став однією з найбільш програваних пісень на радіо, досягнувши другого місця в рейтингу Spotify у Бразилії та посівши 194-те місце в ТОП-200 Global.
4 вересня 2024 року він випустив трек «Escada do Prédio» в рамках свого другого студійного альбому «Astro» за участю співачки Марини Сени, який став синглом 25 вересня того ж року після резонансу на відеоплатформах, таких як TikTok, досягнувши 2-го місця серед 50 найпопулярніших пісень на платформі, в Instagram, Kwai та на YouTube, де він потрапив до першої десятки серед 100 основних музичних відео на платформі. Він також мав успіх на аудіоплатформах, потрапивши до 6-го місця серед 50 найкращих пісень, які слухають на Spotify Бразилії, та до 5-го місця в Португалії. У вірусних чартах він досяг 3-го місця в Бразилії, 9-го в Португалії, 28-го в світі, 18-го в Ірландії, 36-го в Уругваї, а також мав успіх у національних чартах, дебютувавши на 54-му місці та досягнувши 7-го місця в Billboard Hot 100 Brazil, 7-го в Brazil Songs та 9-го в «Portugal Songs». Спільний твір також був визнаний третьою найкращою бразильською поп-піснею 2024 року стрімінговою платформою Apple Music. Головні треки його альбому — «PocPoc» та «Escada do Prédio» за участю Марини Сени.

## Особисте життя
У березні 2023 року Сампайю був одним з визначних учасників першого дня фестивалю Lollapalooza. На екрані сцени, під час виконання кавер-версії пісні «Toda Forma de Amor» Лулу Сантоса, були показані зображення кількох людей, які заявляли про свою сексуальну орієнтацію. Сампайю заявив про свою бісексуальність. У тому ж році було оприлюднено стосунки співака з моделлю та спортсменом Енріке Майнке.

## Дискографія
- Chama Meu Nome[pt] (2022)
- Astro[pt] (2024)

## Нагороди та номінації
| Рік  | Нагорода                             | Категорія                               | Отримувач                                              | Результат | Прим.         |
| ---- | ------------------------------------ | --------------------------------------- | ------------------------------------------------------ | --------- | ------------- |
| 2020 | Премія молодих бразильців            | Найкращий живий виступ                  | Педро Сампайю                                          | Номінація |               |
| 2020 | Премія молодих бразильців            | Найкращий дует                          | «Chama Ela» feat Lexa                                  | Номінація |               |
| 2020 | Премія молодих бразильців            | Найкращий дует                          | «Balança» feat WC no Beat & FP do Trem Bala            | Номінація |               |
| 2020 | Премія молодих бразильців            | Хіт року                                | «Sentadão» feat. Felipe Original, JS o Mão de Ouro     | Номінація |               |
| 2020 | MTV Millennial Awards 2020           | Гімн року                               | «Sentadão» feat. Felipe Original, JS o Mão de Ouro     | Номінація |               |
| 2020 | MTV Millennial Awards 2020           | Музичний артист                         | Педро Сампайю                                          | Номінація |               |
| 2020 | MTV Millennial Awards 2020           | DJ Lanso a Braba                        | Педро Сампайю                                          | Перемога  | [ 15 ]        |
| 2020 | Бразильська музична премія Multishow | Música Chiclete                         | «Sentadão» feat. Felipe Original, JS o Mão de Ouro     | Перемога  | [ 16 ]        |
| 2022 | MTV Millennial Awards 2022           | Премія MTV Miaw для музичного виконавця | Педро Сампайю                                          | Номінація | [ 17 ] [ 18 ] |
| 2022 | MTV Millennial Awards 2022           | DJ Lanso a Braba                        | Педро Сампайю                                          | Номінація | [ 17 ] [ 18 ] |
| 2022 | MTV Millennial Awards 2022           | Захоплива хореографія                   | «Dançarina» — Pedro Sampaio (com part. de MC Pedrinho) | Номінація | [ 17 ] [ 18 ] |
| 2022 | MTV Millennial Awards 2022           | Гімн року                               | «Dançarina» — Pedro Sampaio (com part. de MC Pedrinho) | Перемога  | [ 17 ] [ 18 ] |
| 2023 | Play - Prémios da Música Portuguesa  | Prémio Lusofonia                        | «Dançarina» — Pedro Sampaio (com part. de MC Pedrinho) | Перемога  |               |
| 2023 | Play - Prémios da Música Portuguesa  | Prémio Lusofonia                        | No Chão Novinha — Anitta e Pedro Sampaio               | Номінація |               |